# 봉술
봉술(蓬荗, 학명: Curcuma zedoaria 쿠르쿠마 제도아리아[*])은 생강과의 여러해살이풀이다.

## 분포
남아시아에 분포한다. 인도가 원산지이다.

## 특징
키는 40~50cm 정도이고, 잎보다 꽃줄기가 먼저 자라며, 꽃이 이삭꼴 꽃차례로 달린다.

## 쓰임새
한의학에서 육질 뿌리줄기인 봉출(蓬朮)을 약으로 쓴다.